# Кришнадаса Кавираджа
Кришнада́са Кавира́джа Госва́ми (IAST: Kṛṣṇadāsa Kavirāja Gosvāmī; 1518, Джаматпура, Бенгалия — 1617, Вриндавана) — кришнаитский писатель, богослов и святой, автор «Чайтанья-чаритамриты», агиографического текста на бенгали, повествующей о жизни и учении основоположника традиции гаудия-вайшнавизма Чайтаньи (1486—1534).

## Биография
Существует очень мало сведений о жизни Кришнадасы Кавираджи. Известно, что он родился в 1518 году в деревне Джаматпур в округе Бардхаман, что в 6 км к западу от Катвы. Его отец Бхагиратха был врачом, его мать звали Сунанда. У Кришнадасы был младший брат по имени Шьямадаса. Когда они были ещё детьми, умерли их родители и братья выросли в семье родственников. Бхактисиддханта Сарасвати пишет в своём предисловии к «Чайтанья-чаритамрите» и «по сей день в доме, где он жил, поклоняются его божествам Гаура-Нитая, но, судя по всему, в нём не осталось никого, чьи предки были родственниками великого святого».
Прославляя в «Чайтанья-чаритамрите» Нитьянанду, Кришнадаса рассказывает о том, как однажды его брат Шьямадаса вступил в спор с уважаемым вайшнавом по имени Минакетана Рамадаса по вопросу онтологического положения Чайтаньи и его ближайшего сподвижника Нитьянанды. Шьямадаса попытался принизить позицию Нитьянанды. Кришнадаса воспринял это как непростительное оскорбление и отверг своего брата. Кришнадаса пишет, что, став на сторону спутника и слуги Нитьянанды и отчитав своего брата, он обрёл благословения Нитьянанды, который пришёл ему во сне и велел отправляться во Вриндавану. Кришнадаса покинул Бенгалию и поселился во Вриндаване, приняв там духовное посвящение от Рагхунатхи Дасы Госвами (1495—1571), одного из ближайших учеников Чайтаньи Махапрабху. Во Вриндаване, Кришнадаса полностью посвятил себя духовной практике.
В очень преклонном возрасте и при слабом здоровье, Кришнадаса взялся за написание своего монументального труда — «Чайтанья-чаритамриты». Сделал он это по просьбе вайшнавов Вриндаваны, которые никогда лично не встречали Чайтанью и жаждали узнать детали его жизни. Во время работы над «Чайтанья-чаритамритой», Кришнадаса использовал заметки Сварупы Дамодара и Мурари Гупты, которые были близкими спутниками Чайтаньи. О многих фактах из жизни Чайтаньи Кришнадаса узнал от своего гуру Рагхунатхи Дасы Госвами, который помогал Сварупе Дамодаре в то время когда тот был личным секретарём Чайтаньи. Бхактивинода Тхакур говорит, что Сварупа Дамодара написал на санскрите стихи о последних деяниях Чайтаньи и велел Рагхунатхе Дасе Госвами запомнить и проповедовать их. «Чайтанья-чаритамрита» — это суть записей, оставленных Сварупой Дамодарой.
Перед тем как начать написание книги, Кришнадаса пришёл к божеству Мадана-мохана во Вриндаване и стал просить позволения выполнить просьбу вайшнавов. На глазах у всех находящихся в храме, гирлянда божества упала с его шеи. Пуджари Мадана-мохана взял гирлянду и надел её на шею Кришнадасы. Приняв её как символ согласия и благословения божества, Кришнадаса приступил к работе.
Приверженцы гаудия-вайшнавизма считают, что вечная форма Кришнадаса в лилах Кришны — Ратнарекха-манджари или, согласно другим источникам — Кастури-манджари.

## Книги Кришнадасы Кавираджа
Помимо приведённых ниже трёх объёмных трудов, Кришнадаса Кавираджа был также автором коротких молитв на санскрите.
1. «Чайтанья-чаритамрита» — одна из основных биографий Чайтаньи.
2. «Шри Говинда-лиламрита» — в этой книге рассказывается о ежедневных лилах Кришны и его спутников во Вриндаване.
3. «Шаранга-рангада-кангада-тика» — комментарий на «Кришна-карнамриту» Билвамангалы Тхакура.